# Крожер (Аризона)
Крожер (енгл. Crozier) насељено је место без административног статуса у америчкој савезној држави Аризона.

## Демографија
По попису из 2010. године број становника је 14.
| Група             | 2000.    | 2010.      |
| Белци             | 0 (0,0%) | 13 (92,9%) |
| Афроамериканци    | 0 (0,0%) | 0 (0,0%)   |
| Азијати           | 0 (0,0%) | 0 (0,0%)   |
| Хиспаноамериканци | 0 (0,0%) | 1 (7,1%)   |
| Укупно            | 0        | 14         |